# Unterhaltspflicht des unehelichen Vaters
Die Unterhaltspflicht des unehelichen Vaters war bis 1970 eine besondere Regelung zum Unterhalt im BGB.
Nach dem damaligen Recht galt das uneheliche Kind im Verhältnis zu seinem Vater als rechtlich nicht miteinander verwandt; somit waren auch die Regelungen zum Unterhalt unter Verwandten nicht anwendbar. Stattdessen enthielt § 1708 BGB a. F. eine spezialgesetzliche Regelung, die den Vater eines unehelichen Kindes zu Unterhalt verpflichtete, der grundsätzlich nur in Geld geleistet werden konnte.
Im Gegensatz zum Unterhalt unter Verwandten war die Unterhaltspflicht weder von der Bedürftigkeit des Kindes noch von der Leistungsfähigkeit des Vaters abhängig, dafür aber galt sie nur bis zum 16. Lebensjahr des Kindes (außer bei behinderten Kindern). Starb der Vater, mussten die Erben des Vaters den Unterhalt weiter leisten, konnten aber auch eine Abfindung zahlen in Höhe des Pflichtteils, der dem unehelichen Kind zustünde, wäre es ein eheliches Kind.
Der Unterhaltsanspruch stand grundsätzlich zur vertraglichen Disposition (ähnlich wie der Trennungsunterhalt) und konnte z. B. auch durch eine einmalige Abfindung ersetzt werden; lediglich ein Verzicht ohne Gegenleistung war durch das Gesetz grundsätzlich ausgeschlossen.
Nach dem Gesetz war der Vater eines unehelichen Kindes grundsätzlich vor der Mutter unterhaltspflichtig. Dadurch ergab sich indirekt eine gesetzlich festgelegte Arbeitsteilung: die Mutter musste das Kind erziehen und pflegen, der Vater musste Unterhalt in Geld leisten. Das Bundesverfassungsgericht entschied, dass diese Regelung verfassungswidrig ist, sofern das Kind nicht im Haushalt der Mutter lebt, sondern z. B. aufgrund seiner Behinderung in einem vollstationären Heim untergebracht ist, da in diesem Fall der Vater mit sämtlichen Kosten belastet wird und die Mutter gar keinen Unterhalt zu zahlen braucht, was eine Diskriminierung gegenüber dem Vater eines ehelichen Kindes darstellt.
Die das uneheliche Kind diskriminierenden Regelungen der Unterhaltspflicht des unehelichen Vaters waren letztendlich der Grund, wieso das Bundesverfassungsgericht den Gesetzgeber verpflichtete, die Ungleichbehandlung von unehelichen und ehelichen Kindern zu beseitigen, was schließlich (teilweise) durch das Nichtehelichengesetz umgesetzt wurde. Anlass für diese Entscheidung war ein Fall, bei dem die Erben des Vaters dem unehelichen Kind den Unterhaltsanspruch wieder entzogen, weil er bereits die Waisenrente des Vaters (die das uneheliche Kind trotz fehlender rechtlicher Verwandtschaft erhalten konnte) erhielt.